# Le Villi
Personnages
- Roberto (ténor) : Antonio d'Andrade
- Anna (soprano) : Rosina Caponetti
- Guglielmo, père d'Anna (baryton) :  Erminio Peltz
- Villageois des montagnes, esprits,... (choeur)

Le Villi est un opéra-ballet en deux actes de Giacomo Puccini, livret de Ferdinando Fontana.
La première représentation a eu lieu à Milan, au Teatro Dal Verme, le 31 mai 1884. Interprètes : Rosina Caponetti, Antonio d'Andrade; direction Arturo Panizza.

## Genèse
Puccini a écrit Le Villi peu après avoir eu le prix de composition au conservatoire de Milan. C'est son professeur, Amilcare Ponchielli, qui lui a suggéré de participer au concours mis en place par l'éditeur Sonzogno, et annoncé le 1er avril 1883 dans la revue "Il teatro illustrato". Amilcare Ponchielli a mis en contact Puccini avec le poète Ferdinando Fontana, qui avait déjà prêt un sujet à lui proposer. La rencontre entre Puccini, Ponchielli et Fontana s'est produite autour du 20 juillet à Lecco. Peu de jours après, dans une lettre à sa mère Albina, Puccini se déclara content du sujet.
En réalité, Fontana avait dans un premier temps destiné le livret à un autre compositeur, désigné dans les lettres par «40» et qui peut être identifié avec le prolifique auteur de romances de salon Francesco Quaranta (Naples, avril 1848 - Milan, mars 1897). Sur ce précédent accord, le poète apparaît déjà divisé au début d'août. Selon le témoignage de Fontana lui-même, le livret fut remis au mois de septembre. Grâce à l'intercession de Ponchielli, Fontana accepta de vendre le livret à des conditions économiques: 100 lires lors de la remise et 200 en cas de victoire au concours.

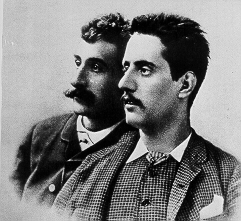
Ferdinando Fontana et Giacomo Puccini autour de 1885

Le manuscrit autographe, aujourd'hui conservé dans les Archives Ricordi, fut remis le dernier jour, le 31 décembre 1883, comme il résulte d'une note autographe de la commission écrite sur la première page. Les fascicules isolés portent le titre Le Willis, à l'exception du premier, qui porte le titre définitif. Les deux intermezzi symphoniques sont de la main d'un copiste et ont été très probablement insérés dans un second temps en remplacement des pages correspondantes autographes; car les deux copies manuscrites portent une date antérieure à la remise de l'œuvre ("L'abbandono" «Lucca 10.11.83», "La tregenda" «21.11.83»), Dieter Schickling a fait l'hypothèse que le compositeur avait prévu de les faire exécuter séparément, quel que soit le résultat du concours.
Au début d'avril 1884, la commission, constituée d'Amilcare Ponchielli (président), Amintore Galli, Franco Faccio, Cesare Dominiceti et Pietro Platania, a annoncé les résultats du concours. Non seulement l'opéra de Puccini n'avait pas gagné, mais n'avait pas été classé dans les 5 (sur 28) considérés dignes d'une mention. Le premier prix avait été attribué ex aequo à La fata del Nord de Guglielmo Zuelli et à Anna e Gualberto de Luigi Mapelli, le livret de ce dernier opéra étant du même Fontana. Dans le passé ont été avancées deux hypothèses pour expliquer cet échec: la remise du manuscrit hors délai et la difficulté de lecture de l'écriture de Puccini. Mais, la première hypothèse est invalidée par la date que la commission a écrite sur la partition et la seconde par l'incontestable lisibilité du manuscrit, dont une partie est de la main d'un copiste. À la lumière de tout cela, la critique est plutôt d'accord aujourd'hui pour considérer l'échec des Villi au concours Sonzogno comme le fruit d'une manœuvre éditoriale: une vraie machination de Ricordi contre l'éditeur concurrent. La commission examinatrice comportait en fait d'importantes personnalités liées à la maison Ricordi, dont Faccio et surtout Ponchielli, le professeur de Puccini au conservatoire de Milan, qui, outre de bien connaître l'écriture de son élève, s'était personnellement impliqué afin que Puccini puisse participer au concours. Il est possible que ce soient simplement ces membres du comité qui se sont opposés à la victoire de Puccini qui sinon aurait signé avec la Maison Sonzogno.

## Le sujet
Fontana puise le sujet des Villi dans le récit d'Alphonse Karr Les Willis (1852), lui-même inspiré du ballet Giselle (1841) mis en musique par Adolphe Adam sur un livret de Théophile Gautier. Aucune des deux sources n'est citée dans le livret, cependant le nom d'Alphonse Karr figure sur le manuscrit de la première partie de l'intermezzo symphonique.
La source des Villi - créatures fantastiques, qui vengent impitoyablement l'amour bafoué - se trouve dans une ancienne légende, originaire de l'Europe centrale et très connue en Autriche, qui pour la première fois reçoit une forme littéraire dans Über Deutschland II: Elementärgeister und Dämonen, l'essai que Heinrich Heine consacre aux Fantômes et aux démons en Allemagne, publié en 1834.
De semblables sujets fantastiques, riches en allusions magiques et métaphysiques, étaient à la mode dans l'Italie du nord de cette époque, recherchés en particulier par les auteurs de la Scapigliatura, ce mouvement littéraire auquel appartenait Fontana.

## Personnages
- Roberto (ténor)
- Anna (soprano)
- Guglielmo, père d'Anna (baryton)
- Villageois des montagnes, esprits,... (choeur).

## Distribution des quatre versions
| Rôle      | Voix    | Interprètes création Milan, Teatro Dal Verme 31 mai 1884 (Chef: Arturo Panizza) | Interprètes seconde version Turin, Teatro Regio 26 décembre 1884 (Chef: Giovanni Bolzoni) | Interprètes troisième version Milan, Teatro alla Scala 24 janvier 1885 (Chef: Franco Faccio) | Interprètes quatrième version Milan, Teatro Dal Verme 7 novembre 1889 (Chef: Alessandro Pomè) |
| --------- | ------- | ------------------------------------------------------------------------------- | ----------------------------------------------------------------------------------------- | -------------------------------------------------------------------------------------------- | --------------------------------------------------------------------------------------------- |
| Roberto   | ténor   | Antonio D'Andrade                                                               | Enrico Filippi-Bresciani                                                                  | Andrea Anton                                                                                 | Michele Mariacher                                                                             |
| Anna      | soprano | Rosina Caponetti                                                                | Elena Boronat                                                                             | Romilda Pantaleoni                                                                           | Elena Thériane                                                                                |
| Guglielmo | baryton | Erminio Peltz                                                                   | Agostino Gnaccarini                                                                       | Delfino Menotti                                                                              | Mario Sammarco                                                                                |

## Argument

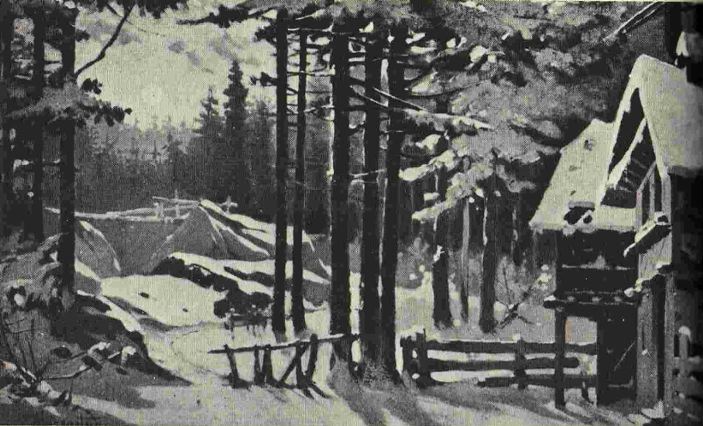
Acte II imagé

### Acte I
Printemps. Dans un village de la Forêt-Noire on fête les fiançailles entre Roberto (ténor) et Anna (soprano), fille de Guglielmo Wulf (baryton), riche propriétaire du lieu.
Anna toutefois est triste parce que son fiancé doit aller à Mayence (en italien : Magonza), en vue de prendre possession des biens laissés en héritage par une ancienne épouse.

### Acte II
Par la voix d'un narrateur, on apprend que le pressentiment d'Anna était avéré. Arrivé dans la ville, Roberto se laisse séduire par une « sirène », oubliant la fiancée lointaine, qui entre-temps est morte de douleur. Enfin, abandonné par son amante, Roberto décide de retourner au pays pour implorer le pardon d'Anna, dont il ignore le sort tragique.
Hiver. De nuit. Le vieux Guglielmo, qui ne peut trouver la paix, invoque l'intervention des Villi: ces créatures magiques qui se réunissent les nuits de pleine lune pour faire danser sauvagement jusqu'à la mort ceux qui ont trahi leur amour.
Près du village, pris par la nostalgie et le remords, Roberto entrevoit le fantôme d'Anna, qui avec une infinie tristesse s'adresse à lui pour lui rappeler ses promesses de fidélité et la trahison dont il s'est rendu coupable.
Roberto fait un geste pour aller vers elle, quand une foule de Villi l'attrape et l'entraîne dans une danse tourbillonnante. À l'aube, alors que Roberto gît désormais sans vie, les Villi s'éloignent et avec eux disparaît, enfin calmé, le fantôme de la morte par amour.

## Enregistrements
| Année | Distribution (Roberto, Anna, Guglielmo)                        | Chef, Théâtre et Orchestre | Label                                        |
| ----- | -------------------------------------------------------------- | --- | -------------------------------------------- |
| 1954  | Gianni Dal Ferro, Elisabetta Fusco, Silvano Verlinghieri       | Arturo Basile, et Orchestre de la RAI Turin | Audio CD: Cetra Records (Warner Fonit Cetra) |
| 1971  | Barry Morell, Adriana Maliponte, Matteo Manuguerra             | Anton Guadagno, Orchestre de l'Opéra populaire de Vienne , Chœur de chambre de l'Académie de Vienne | Audio LP: RCA Records Cat: LSC 7096          |
| 1979  | David Parker, Marilyn Richardson, James Christiansen           | Myer Fredman, Adelaide Symphony Orchestra, Adelaide Festival Chorale | Audio CD: Chandos Cat: ABT 1019              |
| 1979  | Plácido Domingo, Renata Scotto, Leo Nucci Narrator: Tito Gobbi | Lorin Maazel, National Philharmonic Orchestra, Ambrosian Opera Chorus | Audio CD: Sony Classical Cat: MT 76890       |
| 2004  | Albert Montserrat, Andrea Rola, Halla Margret                  | Tamás Pál, Orchestre et Chœur Filarmonica Mediterranea, (Enregistrement Vidéo de la représentation dans les Grandi Terme di Villa Adriana, Rome dans le cadre du Festival Euro Mediterraneo, 31 juillet) | DVD: Encore Cat: DVD 2201                    |